# Natação no Campeonato Europeu de Esportes Aquáticos de 2021 - 4x200 m livre masculino
A prova do revezamento 4x200 metros livre masculino da natação no Campeonato Europeu de Esportes Aquáticos de 2021 ocorreu no dia 19 de maio na Arena Danúbio, em Budapeste na Hungria.

## Calendário
| Fase          | Data       | Hora  |
| ------------- | ---------- | ----- |
| Eliminatórias | 19 de maio | 11:26 |
| Final         | 19 de maio | 19:50 |

Todos os horários estão no horário local (UTC+1)

## Recordes
Antes desta competição, os recordes eram os seguintes:
|                       | Nacionalidade  | Tempo   | Local   | Data                |
| --------------------- | -------------- | ------- | ------- | ------------------- |
| Recorde mundial       | Estados Unidos | 6:58.55 | Roma    | 31 de julho de 2009 |
| Recorde europeu       | Rússia         | 6:59.15 | Roma    | 31 de julho de 2009 |
| Recorde do campeonato | Reino Unido    | 7:05.32 | Glasgow | 5 de agosto de 2018 |

Os seguintes novos recordes foram estabelecidos durante esta competição.
| Data       | Prova | Nadadores | Nacionalidade | Tempo   | Recordes              |
| ---------- | ----- | --- | ------------- | ------- | --------------------- |
| 19 de maio | Final | Martin Malyutin (1:45.15) Aleksandr Shchegolev (1:45.39) Aleksandr Krasnykh (1:46.52) Mikhail Vekovishchev (1:46.42) | Rússia        | 7:03.48 | Recorde do campeonato |

## Medalhistas
| Ouro | Prata | Bronze |
| Rússia · Martin Malyutin · Aleksandr Shchegolev · Aleksandr Krasnykh · Mikhail Vekovishchev · Ivan Girev* | Reino Unido · Thomas Dean · Matthew Richards · James Guy · Duncan Scott · Max Litchfield* · Calum Jarvis* | Itália · Stefano Ballo · Matteo Ciampi · Marco De Tullio · Stefano Di Cola · Manuel Frigo* · Filippo Megli* |

*Atletas que competiram apenas nas eliminatórias e receberam medalhas

## Resultados

### Eliminatórias
Esses foram os resultados das eliminatórias.
| Pos. | Bateria | Raia | Nacionalidade | Nadadores | Tempo   | Notas |
| ---- | ------- | ---- | ------------- | --- | ------- | ----- |
| 1    | 1       | 4    | Reino Unido   | Max Litchfield (1:47.70) Calum Jarvis (1:48.47) Matthew Richards (1:46.69) James Guy (1:45.72)                         | 7:08.58 | Q     |
| 2    | 2       | 2    | Rússia        | Mikhail Vekovishchev (1:46.91) Aleksandr Krasnykh (1:47.07) Ivan Girev (1:48.17) Aleksandr Shchegolev (1:47.53)        | 7:09.68 | Q     |
| 3    | 1       | 6    | Itália        | Manuel Frigo (1:49.46) Matteo Ciampi (1:46.85) Filippo Megli (1:47.07) Marco De Tullio (1:46.88)                       | 7:10.26 | Q     |
| 4    | 2       | 5    | França        | Jonathan Atsu (1:48.26) Enzo Tesic (1:46.87) Roman Fuchs (1:48.97) Jordan Pothain (1:46.34)                            | 7:10.44 | Q     |
| 5    | 1       | 3    | Suíça         | Nils Liess (1:49.10) Antonio Djakovic (1:45.71) Roman Mityukov (1:48.49) Noè Ponti (1:47.85)                           | 7:11.15 | Q     |
| 6    | 1       | 5    | Irlanda       | Finn McGeever (1:49.60) Jack McMillan (1:46.78) Gerry Quinn (1:48.70) Jordan Sloan (1:47.65)                           | 7:12.73 | Q,    |
| 7    | 2       | 7    | Espanha       | César Castro (1:47.46) Moritz Berg (1:47.77) Miguel Durán (1:49.19) Mario Mollà (1:48.66)                              | 7:13.08 | Q     |
| 8    | 2       | 6    | Bélgica       | Alexandre Marcourt (1:48.24) Lorenz Weiremans (1:49.57) Thomas Thijs (1:48.57) Sebastien De Meulemeester (1:46.81)     | 7:13.19 | Q     |
| 9    | 2       | 8    | Israel        | Tomer Frankel (1:50.20) Denis Loktev (1:48.36) Daniel Namir (1:48.58) Gal Cohen Groumi (1:48.65)                       | 7:15.79 |       |
| 10   | 2       | 3    | Hungria       | Dominik Kozma (1:48.14) Gábor Zombori (1:50.96) Richárd Márton (1:49.54) Nándor Németh (1:47.41)                       | 7:16.05 |       |
| 11   | 2       | 4    | Polónia       | Jakub Majerski (1:49.24) Bartosz Piszczorowicz (1:49.52) Jan Świtkowski (1:50.73) Jan Hołub (1:46.82)                  | 7:16.31 |       |
| 12   | 1       | 7    | Sérvia        | Aleksa Bobar (1:51.25) Velimir Stjepanović (1:47.03) Vuk Čelić (1:51.32) Andrej Barna (1:48.30)                        | 7:17.90 |       |
| 13   | 1       | 1    | Grécia        | Konstantinos Englezakis (1:47.57) Dimitrios Markos (1:47.24) Dimitrios Negris (1:50.78) Apostolos Papastamos (1:52.51) | 7:18.10 |       |
| 14   | 1       | 2    | Turquia       | Efe Turan (1:51.59) Doğa Çelik (1:52.68) Yiğit Aslan (1:51.92) Melikşah Düğen (1:51.33)                                | 7:27.52 |       |
| 15   | 2       | 1    | Eslováquia    | Jakub Poliačik (1:54.31) Richard Nagy (1:53.50) Ádám Halás (1:58.15) Matej Duša (1:58.43)                              | 7:44.39 |       |

### Final
Esse foi o resultado da final.
| Pos.              | Raia | Nacionalidade | Nadadores | Tempo   | Notas                 |
| ----------------- | ---- | ------------- | --- | ------- | --------------------- |
| Medalha de ouro   | 5    | Rússia        | Martin Malyutin (1:45.15) Aleksandr Shchegolev (1:45.39) Aleksandr Krasnykh (1:46.52) Mikhail Vekovishchev (1:46.42) | 7:03.48 | Recorde do campeonato |
| Medalha de prata  | 4    | Reino Unido   | Thomas Dean (1:46.47) Matthew Richards (1:46.97) JJames Guy (1:45.88) Duncan Scott (1:45.29)                         | 7:04.61 |                       |
| Medalha de bronze | 3    | Itália        | Stefano Ballo (1:47.30) Matteo Ciampi (1:46.17) Marco De Tullio (1:46.02) Stefano Di Cola (1:46.56)                  | 7:06.05 |                       |
| 4                 | 6    | França        | Jordan Pothain (1:46.91) Enzo Tesic (1:46.88) Mewen Tomac (1:46.96) Jonathan Atsu (1:46.49)                          | 7:07.24 |                       |
| 5                 | 7    | Irlanda       | Jack McMillan (1:47.46) Jordan Sloan (1:47.81) Finn McGeever (1:48.65) Gerry Quinn (1:48.08)                         | 7:12.00 | Recorde nacional      |
| 6                 | 1    | Espanha       | César Castro (1:47.13 ) Moritz Berg (1:48.34) Mario Mollà (1:49.08) Miguel Durán (1:48.94)                           | 7:13.49 |                       |
| 7                 | 8    | Bélgica       | Alexandre Marcourt (1:48.17) Sebastien De Meulemeester (1:47.57) Thomas Thijs (1:50.30) Lorenz Weiremans (1:50.35)   | 7:16.39 |                       |
| 8                 | 2    | Suíça         | Antonio Djakovic (1:46.75) Nils Liess (1:45.90) Noè Ponti (1:57.23) Roman Mityukov (DSQ)                             | DSQ     | DSQ                   |

Legenda
| Recorde mundial       | Recorde mundial (World record)               |                       | Recorde africano                      | Recorde africano (African) |                                           | Q | Classificado por posição (Qualified) |
| Recorde do campeonato | Recorde do campeonato (Championship record)  | Recorde da América    | Recorde da América (Americas)         | q                          | Classificado por melhor tempo (Qualified) |   |                                      |
| Melhor marca do ano   | Melhor marca do ano (World leading)          | Recorde asiático      | Recorde asiático (Asian)              | DNS                        | Não largou (Did not start)                |   |                                      |
| Recorde nacional      | Recorde nacional (National record)           | Recorde europeu       | Recorde europeu (European)            | DNF                        | Não terminou (Did not finish)             |   |                                      |
| Recorde pessoal       | Recorde pessoal do atleta (Personal best)    | Recorde da Oceania    | Recorde da Oceania (Oceania)          | DSQ / DQ                   | Desclassificado (Disqualified)            |   |                                      |
| Recorde da temporada  | Recorde da temporada do atleta (Season best) | Recorde sul-americano | Recorde sul-americano (South America) | NM                         | Sem marca (No mark)                       |   |                                      |